# Wawona (Kalifornija)
Wawona je naseljeno područje za statističke svrhe u američkoj saveznoj državi Kalifornija. Prema popisu stanovništva iz 2010. u njemu je živjelo 169 stanovnika.